# Blasewitz

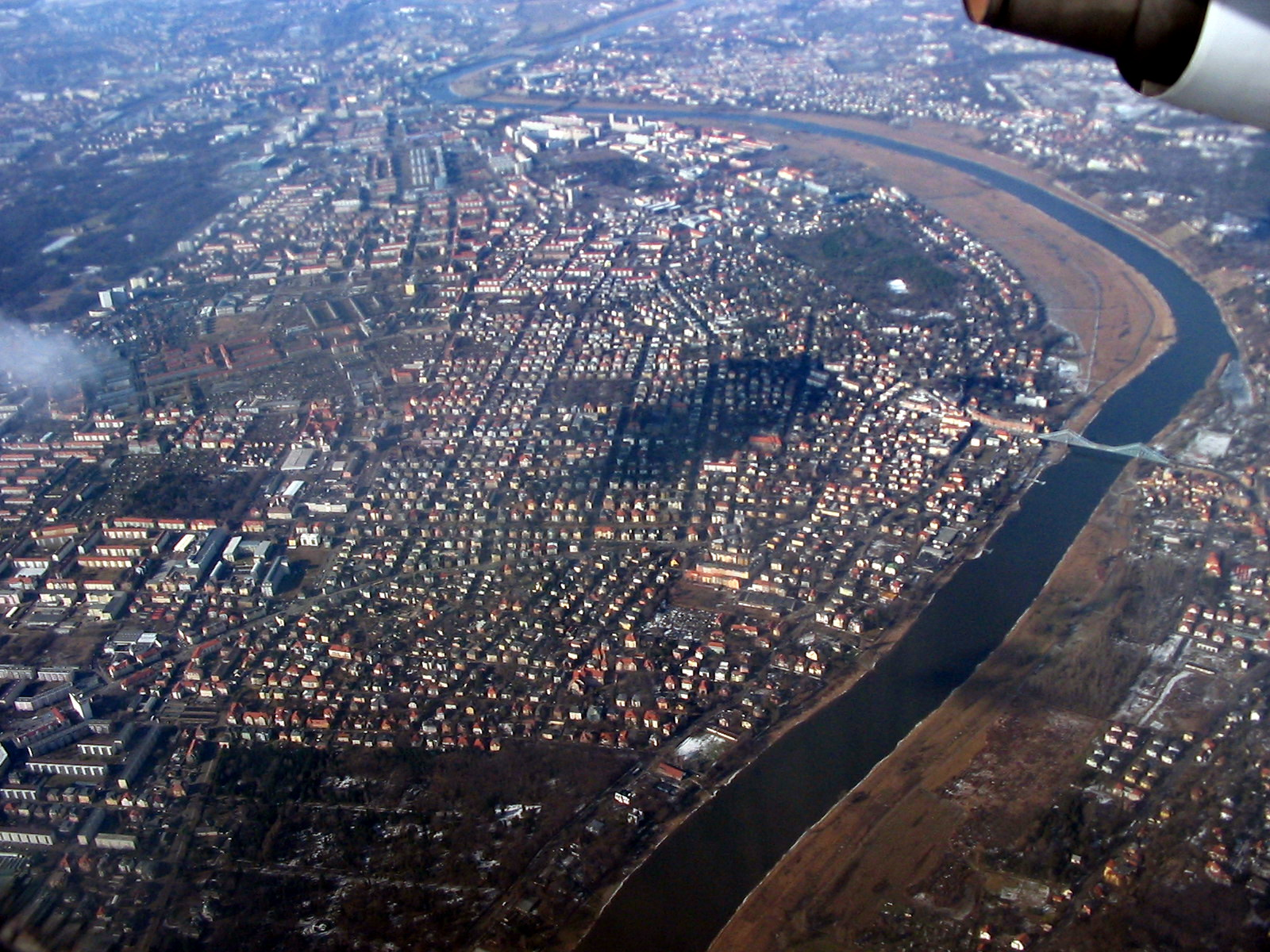
Blick auf Blasewitz und Striesen

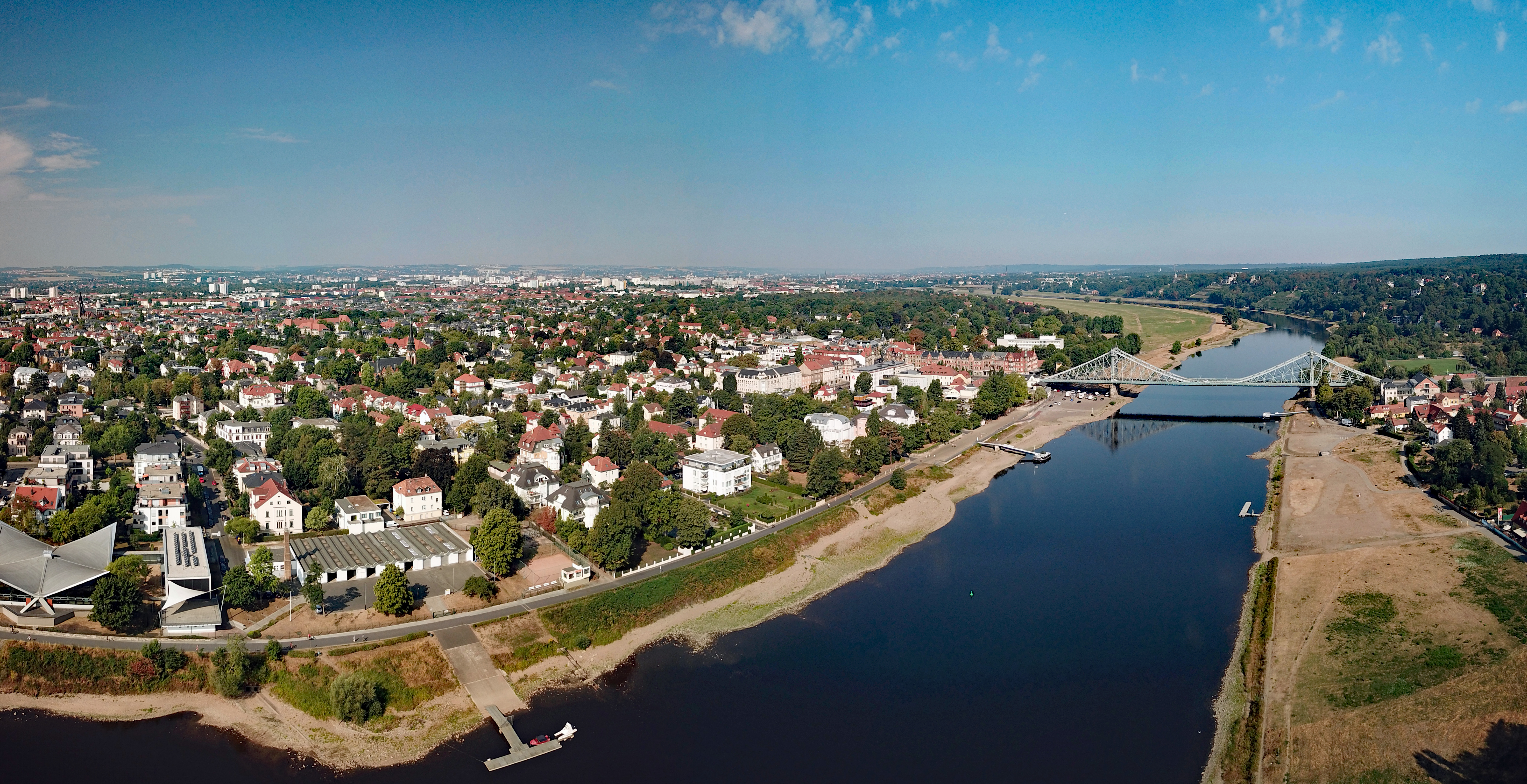
Blasewitz aus der Luft

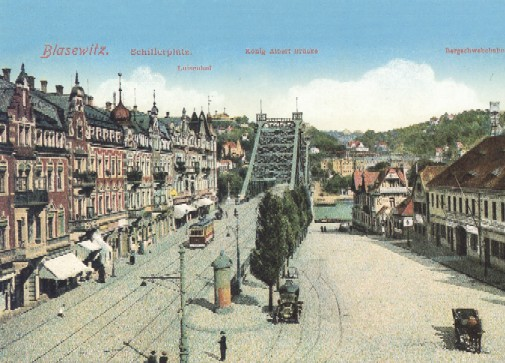
Schillerplatz in Blasewitz um 1910

Blasewitz ist ein historischer Villenvorort und seit 1921 Stadtteil von Dresden. Der Stadtteil gehört zum gleichnamigen Stadtbezirk und liegt östlich der Innenstadt im linkselbischen Teil Dresdens. Markantestes Bauwerk ist die nach Loschwitz führende und als Blaues Wunder bekannte Loschwitzer Brücke.

## Lage
Blasewitz grenzt im Norden an Loschwitz, im Westen an Johannstadt, im Süden an Striesen und im Osten an Tolkewitz.

## Geschichte

### Allgemeines
Blasewitz wurde 1349 erstmals als Vorwerk Blasenwicz des Nikolaus von Karas erwähnt. Der Ortsname lässt sich auf den slawischen Personennamen Blohas zurückführen. Der meißnische Markgraf Wilhelm I. belehnte 1384 den Dresdner Bürger Peter Münzmeister mit Blasenwicz das dorf halb. Blasewitz war ein Fischer- und Winzerdorf. Über die Blasewitzer Zinseinnahmen und Wiesen verfügte das Dresdner Brückenamt. Aufgrund seiner Lage an der Elbe war Blasewitz mehrfach von schweren Hochwassern betroffen. So wurden bei Hochwasser und Eis im Jahr 1799 Grundstücke, Felder und Gärten verwüstet. Auch das Elbhochwasser 1845 hinterließ in Blasewitz Schäden.
Der Ort entwickelte sich in der Gründerzeit zum Villenvorort Dresdens. Arthur Willibald Königsheim ließ im Blasewitzer Tännicht den Waldpark Blasewitz anlegen. In den angrenzenden Straßen errichteten Architekten wie Constantin Lipsius und Rudolf Schilling zahlreiche Villenbauten. Im Jahr 1872 wurde Blasewitz an die Pferdebahn angeschlossen und am 6. Juli 1893 die erste elektrische Straßenbahn Sachsens eröffnet. Sie führte vom Dresdner Schloßplatz über das Terrassenufer und den Sachsenplatz zum Schillerplatz in Blasewitz.
Durch den Zuzug von Fabrikanten, hohen Beamten und Offizieren zählte Blasewitz zu den Gemeinden Sachsens mit dem höchsten Steueraufkommen. Seit 1901 führte Dresden Verhandlungen über Blasewitz’ Eingemeindung. Nachdem sich Blasewitz einen längeren Zeitraum erfolgreich dagegen wehrte, wurde diese zum 1. April 1921 zwangsweise durchgeführt. In den letzten 20 Jahren seiner Selbständigkeit war Blasewitz auf linkselbischer Seite bereits vollständig von Dresdner Gebiet umschlossen. Es war auf Grund eines niedrigen Steuersatzes ein beliebter Wohnort für reichere Bürger der Dresdner Region, beispielsweise Kaufmann Oscar Richter. Nach der Eingemeindung wurde die Gemarkung auch auf das südlich benachbarte Neugruna ausgedehnt, mit dem Blasewitz einen gemeinsamen statistischen Stadtteil bildet.

## Einwohnerentwicklung
| Jahr               | Einwohner |
| ------------------ | --------- |
| 1. Dezember 1834 ¹ | 220       |
| 1. Dezember 1843 ¹ | 265       |
| 3. Dezember 1846 ¹ | 267       |
| 3. Dezember 1849 ¹ | 256       |
| 3. Dezember 1852 ¹ | 336       |
| 3. Dezember 1855 ¹ | 291       |
| 3. Dezember 1858 ¹ | 429       |
| 3. Dezember 1861 ¹ | 542       |
| 3. Dezember 1864 ¹ | 889       |
| 3. Dezember 1867 ¹ | 985       |
| 1. Dezember 1871 ¹ | 1577      |

| Jahr               | Einwohner |
| ------------------ | --------- |
| 1. Dezember 1875 ¹ | 2568      |
| 1. Dezember 1880 ¹ | 3542      |
| 1. Dezember 1885 ¹ | 4189      |
| 1. Dezember 1890 ¹ | 4828      |
| 2. Dezember 1895 ¹ | 6304      |
| 1. Dezember 1900 ¹ | 7344      |
| 1. Dezember 1905 ¹ | 7719      |
| 1. Dezember 1910 ¹ | 7659      |
| 8. Oktober 1919 ¹  | 7417      |

## Kultur und Sehenswürdigkeiten
Nach der teilweise aufwändigen Restaurierung historischer Villen aus der Gründerzeit, zum Beispiel mehrerer Gebäude von Schilling & Graebner an der Goetheallee, zählt Blasewitz heute wieder zu den gehobeneren Stadtteilen Dresdens. Zu den zahlreichen denkmalgeschützten Villen und Wohnhäusern gehören die Villa Marienlust, Villa Ilgen, das Kanzlei- und Wohnhaus Loschwitzer Straße 38, die Villa Marie, die Villa Stock, die Villa Vogesenweg 4 und das Haus Wägnerstraße 18; vollständig verzeichnet sind die denkmalgeschützten Objekte in der Liste der Kulturdenkmale in Blasewitz.
Die Heilig-Geist-Kirche als zentrale Blasewitzer Kirche wurde 1893 im neogotischen Stil durch den Blasewitzer Baumeister Karl Emil Scherz gebaut.
Literarisch wurde Blasewitz von Friedrich Schiller verewigt, der die Gastwirtstochter Justine Segedin der Fleischerschen Schenke in Wallensteins Lager auftreten lässt: „Was? der Blitz! Das ist ja die Gustel von Blasewitz!“.
Für den Wassersport sind das Ruderzentrum Blasewitz und die Regattastrecke bedeutsam.

## Infrastruktur

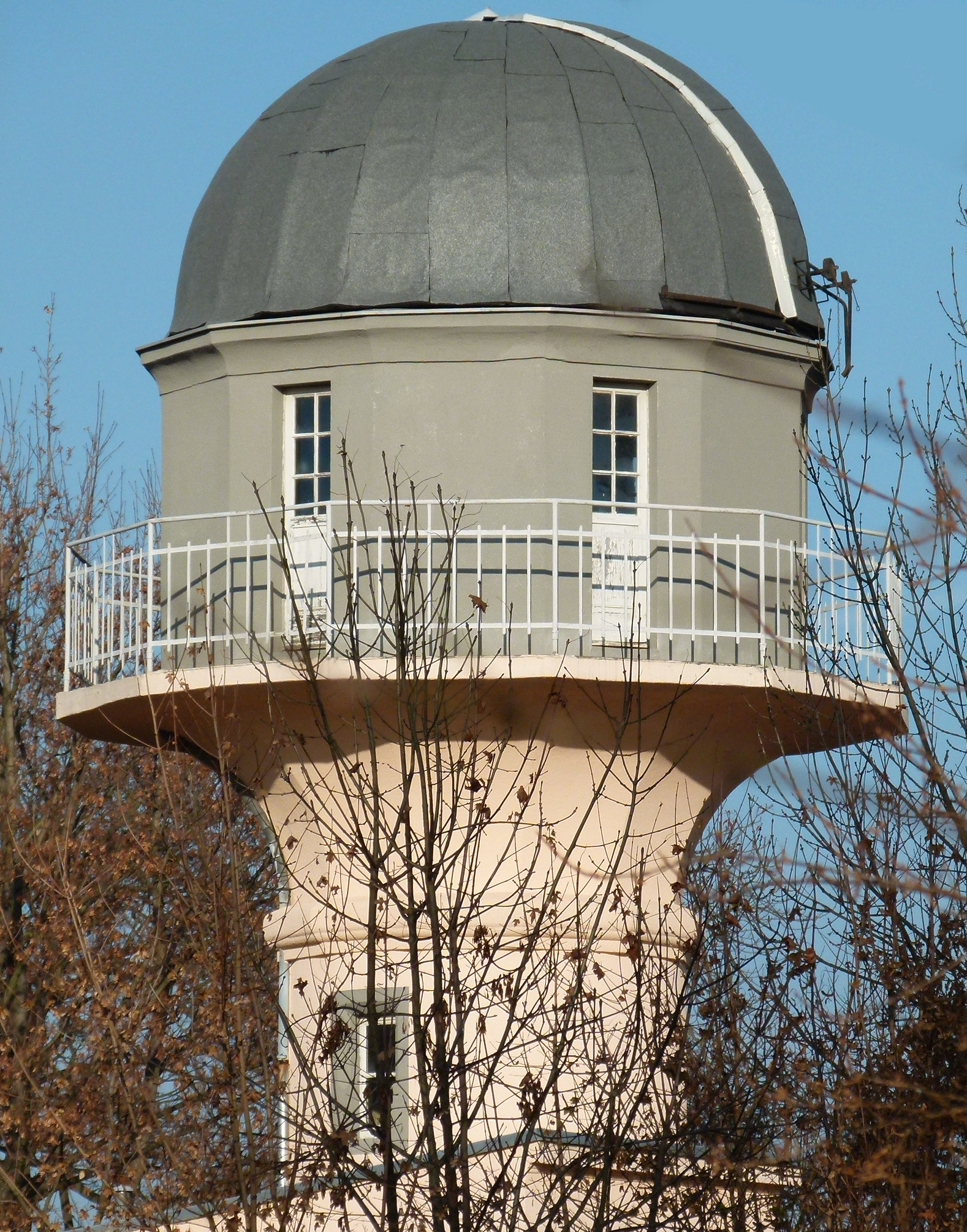
Alexander-Frantz-Sternwarte in Blasewitz

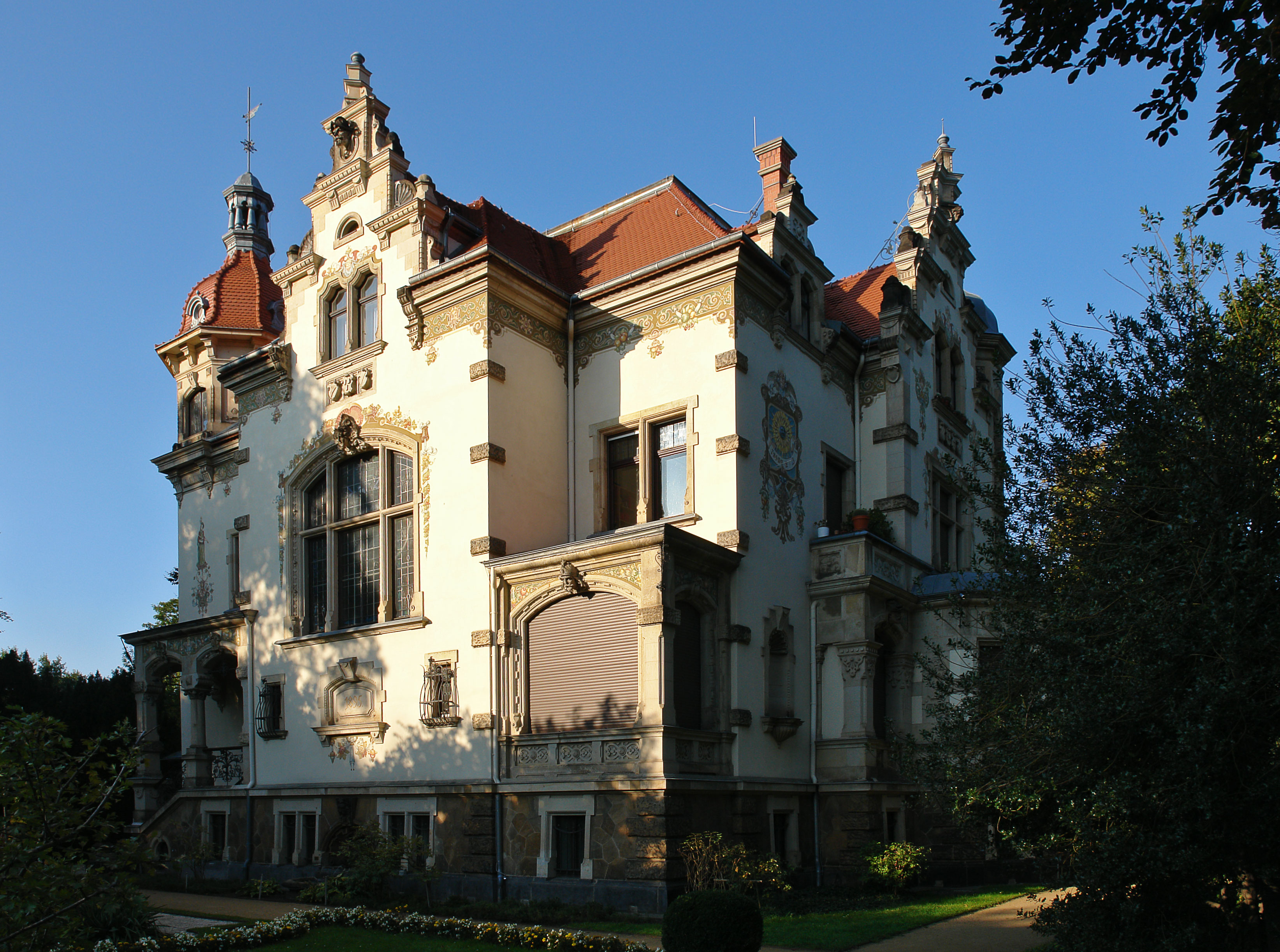
Villa Weigang

Zentraler Platz in Blasewitz ist der Schillerplatz, der von mehreren Linien der Dresdner Verkehrsbetriebe angefahren wird und in dessen Nähe sich das Einkaufszentrum Schillergalerie (Architekt Horst Witter) befindet.
Abgehend vom Schillerplatz, als Verbindung zum Stadtteil Loschwitz, befindet sich das Blaue Wunder, zu dem die Loschwitzer Straße als eine der wichtigen Verbindungsstraßen mit dem Stadtzentrum führt.
In Blasewitz befinden sich unter anderem die Hochschule für Kirchenmusik der evangelisch-lutherischen Landeskirche Sachsens, ein Teil der Dresden International School, das Sächsische Landesgymnasium für Musik Carl Maria von Weber und eine Reihe von Instituten. Das mathematisch-naturwissenschaftlich profilierte Martin-Andersen-Nexö-Gymnasium lag bis zu seinem Umzug nach Striesen 2008 ebenfalls in Blasewitz.
Erholung findet man im Blasewitzer Waldpark mit Restaurant, an den Tennisplätzen oder auf den Elbwiesen. In Blasewitz befindet sich mit der „Alexander-Frantz-Sternwarte“ von Alexander Frantz (1886–1962) auch eine der ältesten privaten Sternwarten Europas.
In der Villa Weigang befindet sich der Fachbereich Eheschließungen des Dresdner Standesamtes.

Die Versorgung mit „schnellem Internet“ ist in Blasewitz seit Beginn des 21. Jahrhunderts unterdurchschnittlich und liegt insbesondere in den Bereichen mit Villenbebauung auch im Jahr 2012 noch deutlich hinter anderen Stadtteilen zurück. Siehe dazu Artikel/Absatz Striesen #21. Jahrhundert.

## Söhne und Töchter
- Johann Gottlieb Naumann (1741–1801), Komponist und Hofkapellmeister
- Friedrich Gotthard Naumann (1750–1821), Maler
- Friedrich Traugott Helbig (1859–1886), Bildhauer
- Martin Pietzsch (1866–1961), Architekt
- Paul Bohrisch (1871–1952), Hochschullehrer für Pharmakognosie
- Otto Oppermann (1873–1946), deutsch-niederländischer Mediävist
- Ludwig Heyde (1888–1961), Sozialwissenschaftler, Soziologe und Nationalökonom
- Fritz Karsch (1893–1971), Philosoph und Pädagoge
- Gertrud Rudloff-Hille (1900–1983), Kunst- und Theaterhistorikerin
- Gerda Müller-Kesting (1902–1996), Grafikerin, Malerin und Fotografin
- Günther Heinze (1923–2020), DDR-Sportfunktionär
- Ralf Richter (1931–2021), Jurist und Hochschullehrer

## Mit Blasewitz verbundene Persönlichkeiten
- Oscar Richter (1823–1905), Optiker und Unternehmer, Mäzen der Heilig-Geist-Kirche
- Friedrich Preller der Jüngere (1838–1901), Landschaftsmaler, Professor an der Dresdner Akademie
- Karl Emil Scherz (1860–1945), deutscher Architekt und Ortschronist von Blasewitz
- Li Naewiger (1917–1986), Fotografin, hatte ihr Atelier in Blasewitz
- Christine Wahl (* 1935), Graphikerin und Malerin